# 39 Dywizjon Rakietowy Obrony Powietrznej
39 dywizjon rakietowy Obrony Powietrznej (39 dr OP) – pododdział Wojska Polskiego.
Dywizjon sformowany został w 1968 w Czarnówku k. Gryfina, podlegał dowódcy 26 Brygady Rakietowej Obrony Powietrznej. Jednostka rozformowana została w 2000 roku.

## Historia
Zgodnie z zarządzeniem nr 0146 Dowódcy WOPK z dnia 13 grudnia 1967 powstaje 39 dywizjon artylerii OPK. Głównym zadaniem dywizjonu była obrona północno-zachodnich rubieży kraju przed ewentualnym atakiem nieprzyjaciela z powietrza.
Jesienią 1969 jednostka otrzymała swoje zasadnicze uzbrojenie – zestaw przeciwlotniczy S–75M Wołchow.
W roku 1970 na poligonie w Aszułuku, w ZSRR odbywa się pierwsze strzelanie bojowe, a kolejne w latach 1974, 1978 i 1983.

W roku 1986 dywizjon zmienił nazwę na 39 dywizjon rakietowy OP.

## Dowódcy dywizjonu
- ppłk Zygmunt Gaik – 1969-1990
- ppłk inż. Wacław Kozak – 1990-1998
- mjr Artur Wysocki – 1998-2000

## Wyróżnienia
- 1984, 1985 i 1986 – „Medal za zasługi dla wojsk OPK”